# Polder Berkel
Polder Berkel is een poldergebied en een voormalig waterschap in de gemeente Lansingerland in de Nederlandse provincie Zuid-Holland. 
Het waterschap was een omvattend waterschap met de volgende inliggende polders:
- Noordpolder
- Westpolder
- Zuidpolder
- Voorafsche polder
- Nieuwe Rodenrijsche Droogmakerij
- Oostmeerpolder
- De Nieuwe Droogmaking
- Oude Leedsche polder

Het waterschap was verantwoordelijk voor de drooglegging en de waterhuishouding in de polders.
Molen De Valk bemaalde voorheen de polder.

## Waterafvoer
Vijf poldergemalen in de polder zorgen voor de afvoer van het water uit de laaggelegen polders naar de hoger gelegen binnenboezem. De binnenboezem (Noordeindse Vaart, de Rodenrijse Vaart en de Bovenvaart) is het centrale afvoersysteem van de polder Berkel. Vanuit de binnenboezem wordt het water via het Bovengemaal naar de boezem (Berkelsche Zweth) gepompt. Van daaruit wordt het water door boezemgemaal Parksluizen gepompt naar de Nieuwe Waterweg.

## Bergboezem
Ten zuiden van Oude Leede bevindt zich een bergboezem. Deze is bedoeld ter ontlasting van de binnenboezem. Hier worden twee nieuwe gemalen gebouwd: gemaal Bergboezem Berkel en gemaal Oude Leede. Een deel van de bergboezem wordt ingericht als natuur- en recreatiegebied.

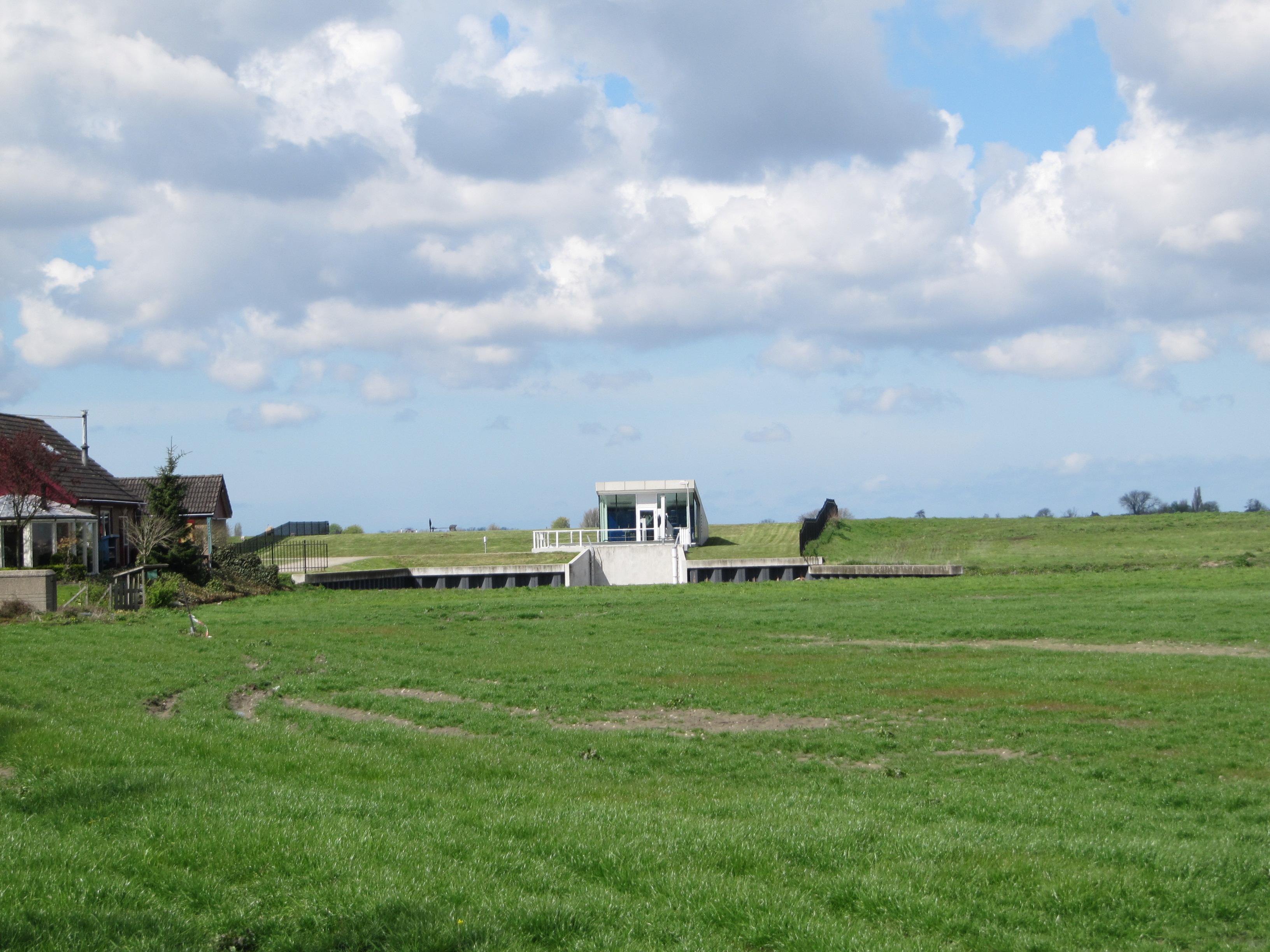
Gemaal
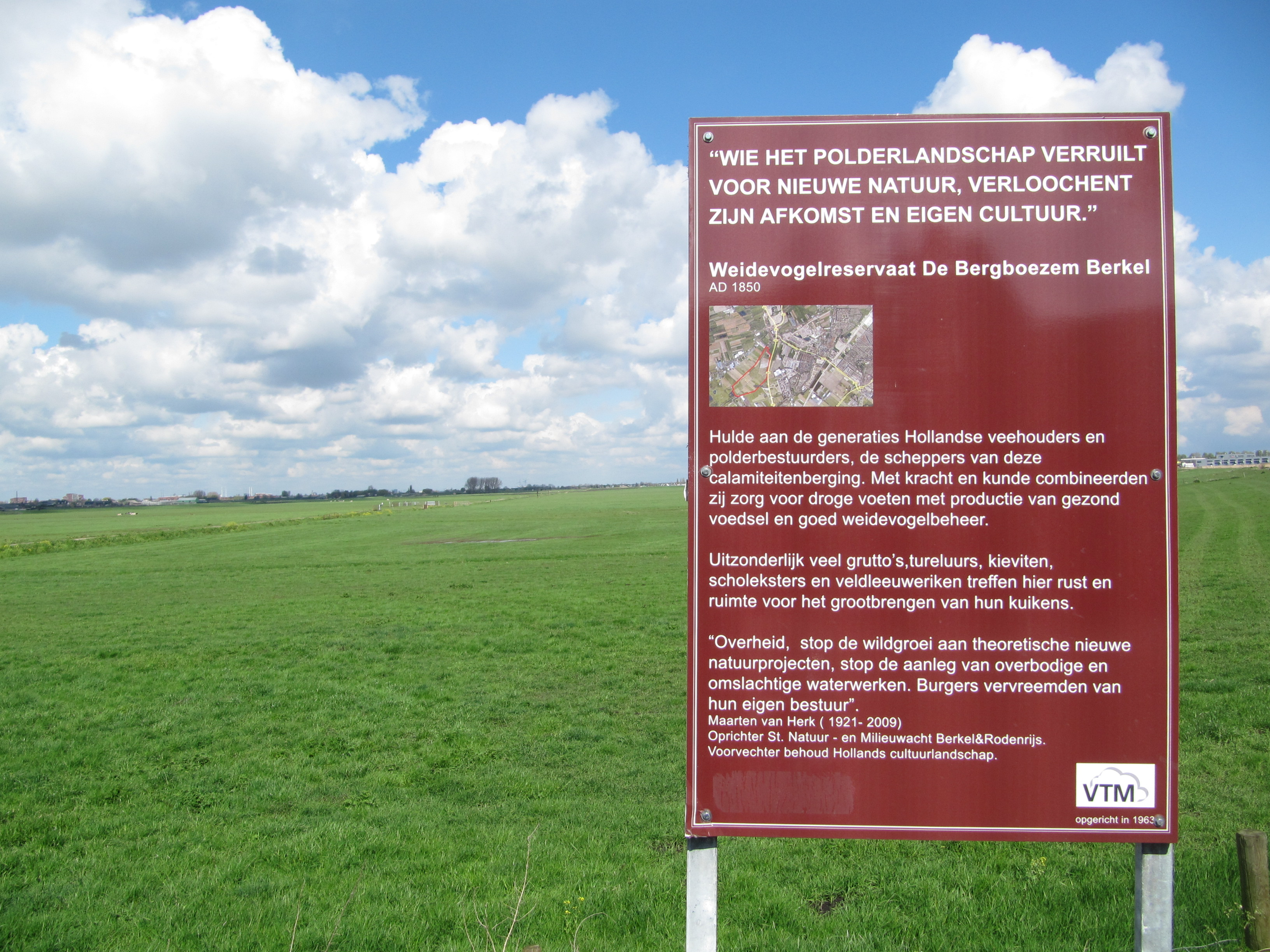
Bord en zicht op Bergboezem